# Martin Davis
Martin David Davis (ur. 8 marca 1928 w Nowym Jorku, zm. 1 stycznia 2023 w Berkeley) – amerykański matematyk znany z prac nad dziesiątym problemem Hilberta, opracowania procedury Davisa-Putnama, algorytmu DPLL i modelu maszyny Posta-Turinga. W 1950 ukończył studia na Uniwersytecie w Princeton, gdzie Alonzo Church był jego promotorem. Był profesorem emerytowanym Uniwersytetu Nowojorskiego.

## Życiorys
Urodził się w rodzinie polskich Żydów pochodzących z Łodzi, którzy po wyemigrowaniu do Stanów Zjednoczonych poznali się w Nowym Jorku. Wychował się w Bronksie, tam też zdobył podstawowe wykształcenie, po czym studiował matematykę w City College of New York.